# Capo

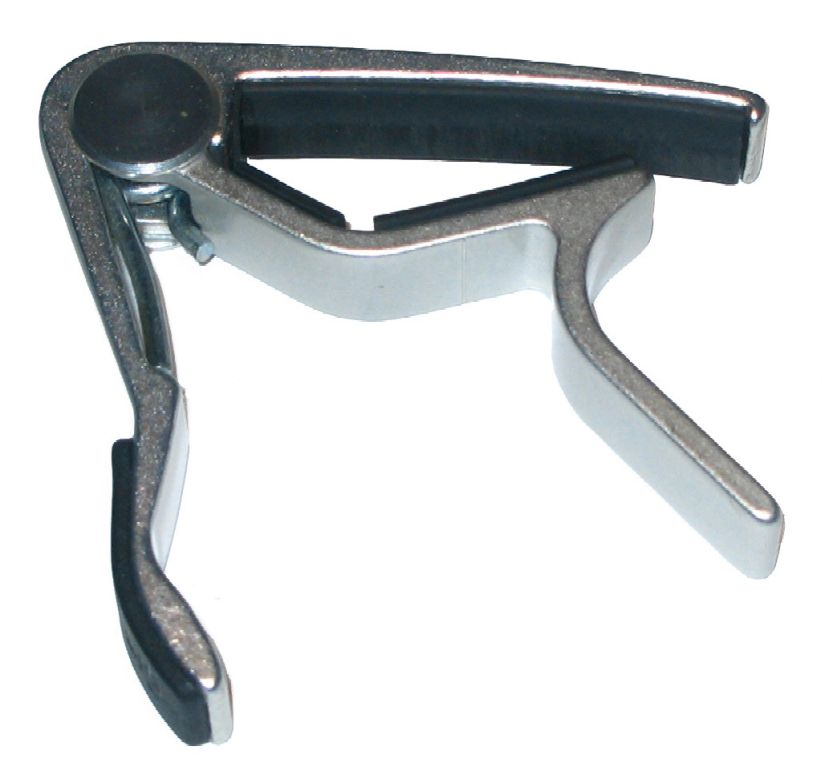
Um capo comum

O capotraste (\'kɐpuˈtraʃt(ə)'\; do italiano «capo» + «tasto»: «cabeça do braço»), também chamado braçadeira, trastejador, ou pestana fixa, é um dispositivo que prende-se no braço dos instrumentos de corda (cordofones dedilhados) e é usado para deixar as notas mais agudas (altera afinação e timbre), através do encurtamento das cordas nos instrumentos (guitarra, violão, bandolim, ou banjo). Também tem o objetivo de substituir a pestana (dedo indicador) pressionando várias cordas em na mesma casa. Permite tocar a música em tonalidades diferentes sem mudar a formação dos acordes; faz adaptação à tonalidade de várias vozes diferentes e; permite tocar na tonalidade com acordes abertos.

## Etimologia
O termo «capotraste» é derivado do termo em italiano «capotasto», que por sua vez, é derivado da junção da palavra «capo» - cabeça (do latim caput, capitis) - com «tasto» - trasto, trave ou haste (do latim transtus). Assim, etimologicamente, a palavra «capotraste» quer dizer «cabeça da trave» ou «cabeça do braço», o que reverte à parte inicial do braço da guitarra, peça com a mesma função que o capo.

## Tipos
Há diversos tipos e estilos de capotraste disponíveis, utilizando uma gama de mecanismos, sendo o mais comum uma barra de borracha para segurar as cordas, apertada com uma faixa de elástico ou nylon, ou uma pinça de metal segura por molas.Atualmente, os mais usados são os de metal seguro por molas, pela sua facilidade de uso em shows e apresentações. Alguns são feitos com alumínio de fuselagem de aviões, oferecendo mais durabilidade e precisão.
O mercado de capos tem crescido bastante. Alguns guitarristas e violonistas famosos, como Noel Gallagher, John Mayer, Keith Richards, Trace Bundy, e outros, têm aderido ao uso do capotraste.
Em 1974, Milton Kyser construiu um capotraste mais eficiente, que possu o sistema Quick-Change, e permite mudanças rápidas de posição.

## Uso

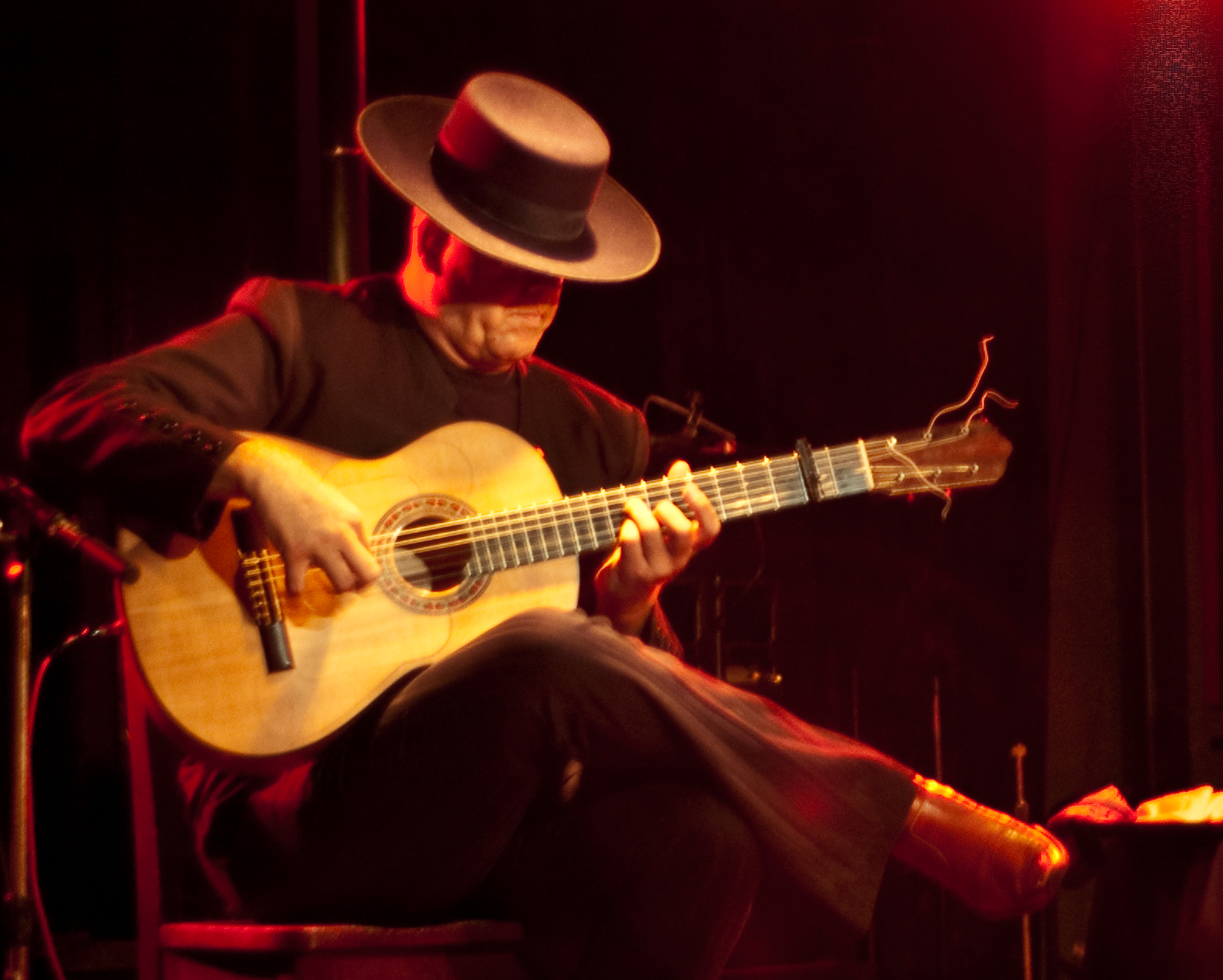
Guitarrista flamenco a usar um capo

Permite tocar a música em tonalidades diferentes sem mudar a formação dos acordes; Permite trocar uma tonalidade que tem muitos acordes com pestanas (mais difícil de ser tocado), por uma tonalidade que tenha vários acordes abertos (mais fácil de ser tocado), e; Permite fácil adaptação da tonalidade música para encaixar com diferentes tipos de vozes.
Usando o padrão de afinação do instrumento de corda: E - A - D - G - B - E (criado no século XVIII com a invenção do instrumento de seis cordas). Correndo as casas com o capotraste no braço do violão ou guitarra, você aumenta os tons (usando os semitons representados por cada casa). Ou seja, quando o capotraste é usado, o músico ao fazer a posição de um acorde, irá ter o som de outro acorde. Ex: em uma escala de E (mi maior), se você aplica o capotraste na primeira casa, a tonalidade mudará para F (fá maior); porque com o capotraste, a 1º casa irá aumentar um semitom do acorde que está sendo tocado.

## Exemplos
Exemplo de músicas que são tocadas utilizando o capotraste: Wonderwall, do Oasis; Here Comes the Sun, The Beatles, e; Sutilmente, do Skank.

## Nota
1. ↑  pronúncia italiana: [ˌkapoˈtasto] ou em italiano:  barré, em grego:  καποτάστο, transl.: kapotásto; em castelhano:  cejilla, pronúncia espanhola: [θeˈxiʎa], ou em castelhano:  capo d'astro [ˌkapo'dastro]; em francês:  capodastre; em alemão:  Kapodaster; em servo-croata:  kapodaster.